# Ruth Buczyńska
Janina Ruth Buczyńska (ur. 1926 w Podwołoczyskach, zm. 30 sierpnia 2012 w Krakowie) – polska adwokatka żydowskiego pochodzenia, działaczka społeczna, ocalona z Holocaustu, po II wojnie światowej blisko związana z krakowskim środowiskiem artystycznym i naukowym.

## Życiorys
Urodziła się na Kresach Wschodnich, w Podwołoczyskach koło Tarnopola. Była córką Emila Ertheima, inżyniera architekta, i Anny, asystentki farmacji. W czasie okupacji hitlerowskiej Ruth przebywała wraz z rodzicami w getcie w Tarnopolu, następnie w obozie w Czystyłowie obok Tarnopola. 2 lipca 1943 zginął jej ojciec. Przez wiele miesięcy przebywała w ukryciu w bunkrze, dzięki czemu przetrwała wojnę. Po zajęciu Tarnopola przez wojska radzieckie w kwietniu 1944 wyjechała do Zbaraża, a stamtąd do Czortkowa. W ramach repatriacji znalazła się najpierw w Rzeszowie, a potem w Krakowie, gdzie ukończyła studia na Wydziale Prawa Uniwersytetu Jagiellońskiego.
Współtworzyła środowisko Piwnicy pod Baranami. Udzielała pomocy prawnej osobom związanym z Piwnicą. Publikowała teksty na łamach „Przekroju”. Występowała jako obrońca działaczy opozycji. Jej mieszkanie przy ul. Pawlikowskiego było miejscem spotkań krakowskich artystów i naukowców; stałymi gośćmi Buczyńskiej byli m.in. Andrzej Wajda i Krystyna Zachwatowicz, Andrzej Szczeklik, Sławomir Mrożek i Zbigniew Preisner.
Od początku działalności wspierała i utrzymywała bliskie kontakty z Centrum Kultury Żydowskiej w Krakowie. W 2010 otrzymała Statuetkę Felka.
Zmarła 30 sierpnia 2012. 4 września została pochowana na nowym cmentarzu żydowskim w Krakowie. Adam Zagajewski poświęcił jej elegię pod tytułem Ruth. Od 2012 co roku w grudniu w Centrum Kultury Żydowskiej odbywa się koncert upamiętniający mecenas Buczyńską.